# Fenestrano
Um fenestrano em química orgânica é um tipo de composto químico com um carbono central quartenário que serve como um ligante comum a quatro carbociclos  . Eles podem ser considferados como um spiro-composto duplo. Por causa da inerente tensão e instabilidade, fenestranos são de interesse puramente teórico para os químicos. O nome, proposto em 1972 por Vlasios Georgian e Martin Saltzman, é derivado da palavra em latim para janela: fenestra.
O menor membro da família consiste de quatro anéis de ciclopropano conjugados, e tem o nome de [3,3,3,3] fenestrano, ou piramidano. O próximo membro do grupo é composto por quatro ciclobutanos que se unem em forma de janela, chamado de [4,4,4,4] fenestrano. Os nomes vulgares dos fenestranos podem ser dados apenas contando o número carbonos que formam os anéis que compõe o composto.
Um dos fenestranos mais tensionado que foi de fato isolado é o [4,4,4,5] fenestrano, com ângulos de ligação em torno do átomo central de aproximadamente 130º, baseado em observações por difração de raios X.
O primeiro fenestrano sintetizado em laboratório é o [4,5,5,6] fenestrano  , cuja síntese está mostrada abaixo: